# Mars (Pensilvania)
Mars es un borough ubicado en el condado de Butler en el estado estadounidense de Pensilvania. Condado de Butler, Pensilvania, Estados Unidos. Según el censo de 2020 tenía una población de 1.458 habitantes. Es parte del Área metropolitana de Pittsburgh.

## Geografía
Mars se encuentra ubicado en las coordenadas 40°41′48″N 79°0′44″O / 40.69667, -79.01222.

## Demografía
Según la Oficina del Censo en 2000 los ingresos medios por hogar en la localidad eran de $33,073 y los ingresos medios por familia eran $46,136. Los hombres tenían unos ingresos medios de $34,083 frente a los $26,080 para las mujeres. La renta per cápita para la localidad era de $17,701. Alrededor del 9.3% de la población estaba por debajo del umbral de pobreza.